# Wspólnota administracyjna Großpostwitz-Obergurig
Wspólnota administracyjna Großpostwitz-Obergurig (niem. Verwaltungsgemeinschaft Großpostwitz-Obergurig) – wspólnota administracyjna w Niemczech, w kraju związkowym Saksonia, w okręgu administracyjnym Drezno, w powiecie Budziszyn. Siedziba wspólnoty znajduje się w miejscowości Großpostwitz.
Wspólnota administracyjna zrzesza dwie gminy wiejskie: 
- Großpostwitz
- Obergurig